# Cristalândia do Piauí
Cristalândia do Piauí là một đô thị thuộc bang Piauí, Brasil. Đô thị này có diện tích 1202,901 km², dân số năm 2007 là 7231 người, mật độ 6,01 người/km².